# Jong Yong-ok
Dans ce nom, le nom de famille, Jong, précède le nom personnel Yong-Ok.
Jong Yong-Ok (en coréen : 정영옥 ; née le 24 janvier 1981) est une athlète nord-coréenne spécialiste du marathon. 

## Biographie

### Palmarès
| Date  | Compétition             | Lieu      | Résultat | Performance     |
| ----- | ----------------------- | --------- | -------- | --------------- |
| 20000 | Jeux olympiques d'été   | Sydney    | 20e      | 2 h 31 min 40 s |
| 2001  | Marathon de Pyongyang   | Pyongyang | 1er      | 2 h 28 min 32 s |
| 2005  | Championnats du monde   | Helsinki  | 14e      | 2 h 29 min 43 s |
| 2005  | Jeux de l'Asie de l'Est | Macao     | 3e       | 1 h 18 min 48 s |
| 2007  | Universiade d'été       | Bangkok   | 3e       | 1 h 13 min 56 s |
| 2007  | Marathon de Pyongyang   | Pyongyang | 1er      | 2 h 26 min 02 s |
| 2008  | Jeux olympiques d'été   | Pékin     | 36e      | 2 h 34 min 52 s |
| 2009  | Championnats du monde   | Berlin    | 33e      | 2 h 38 min 29 s |

### Records
| Épreuve  | Performance     | Lieu      | Date         |
| -------- | --------------- | --------- | ------------ |
| Marathon | 2 h 26 min 02 s | Pyongyang | 8 avril 2007 |